# استفانو مینلی
استفانو مینلی (انگلیسی: Stefano Minelli؛ زادهٔ ۵ مارس ۱۹۹۴) بازیکن فوتبال اهل ایتالیا است.
از باشگاه‌هایی که در آن بازی کرده‌است می‌توان به باشگاه فوتبال برشا اشاره کرد.